# Wulong, Wuxi
Wulong (kinesiska: 乌龙) är en socken i sydvästra Kina. Den ligger i häradet Wuxi i storstadsområdet Chongqing, omkring 360 kilometer nordost om det centrala stadsdistriktet Yuzhong. Antalet invånare är 5 993. Befolkningen består av 2 879 kvinnor och 3 114 män. Barn under 15 år utgör 20,0 %, vuxna 15-64 år 66 %, och äldre över 65 år 12,0 %.